# Nigar Mirzəzadə
Nigar Mirzəzadə (ur. 19 września 2002) – azerska zapaśniczka walcząca w stylu wolnym. 
Zajęła dwunaste miejsce na mistrzostwach Europy w 2023. Brązowa medalistka olimpijskiego festiwalu młodzieży Europy w 2019. Druga na MŚ U-23 w 2022. Trzecia na ME U-23 w 2022 roku.